# Gensei-ryu
Gensei-ryu (玄制流) é o estilo de caratê que foi criado pelo mestre Seiken Shukumine, cuja pretensão era de, ao mesmo tempo, valorizar e empregar as técnicas tradicionais do estilo Shuri-te e enxertar conceitos e inovações advindas dos novos conhecimentos, os quais culminaram por fazer surgir um estilo bastante peculiar no aspecto.
O nome do estilo quer dizer sistema literalmente «estilo de propagação/reprodução». Pero, ao buscar o sentido desde os kanji, gen significa misterioso, subtil ou universo; sei, controle, regra, sistema; e ryū, escola ou estilo; pelo que a denominação faz referência a que seja um estilo que pretende dominar as forças/energias do universo. Outros, contudo, dizem significar «buscar a verdade, tornando-a mais evidente», o que se alcança por meio do desenvolvimento físico/mental.

## História
Seiken Shukumine nasceu no dia 9 de dezembro de 1925, em Nago, Oquinaua. Já com oito anos de idade começou a treinar caratê com o mestre Anko Satoyama, cujo dojô ensinava ainda sob a aura das escolas passadas, ensinava-se a arte marcial nos moldes de koryu.
Contando aproximadamente quatorze anos, o carateca Shukumine foi aceito como discípulo do mestre Soko Kishimoto, que era reconhecido por sua rigidez quando da aceitação de novos alunos. A aceitação somente veio depois de, no primeiro contacto entre mestre e aluno, Kishimoto ter revolvido algumas brasas e atirado com força um pedaço de carvão na direção de Shukumine, o qual foi capaz de se esquivar. Mas a aceitação somente foi de facto levada a termo depois de Kishimoto prometer jamais revelar os segredos aprendidos.
Em 1949, na cidade de Ito, na atual prefeitura de Shizuoka, mestre Shukumine fez a primeira demonstração pública de seu estilo de caratê e, em outubro do posterior anos, particiou ao lado de outros renomados mestres de uma exibição promovida pela televisão japonesa, quando executou o kata Kushanku, técnicas de quebramento e múltiplos chutes[a] num só momento.
Também no começo da década de 1950, mestre Shukumine desenvolveu o kata Sansai, que seria a síntese de todo o estilo. No ano de 1953, começou-se a usar da denominação Gensei-ryū, quando também começou o período de dez anos em que foram ministradas aulas na base militar de Tachikawa.